# Art nouveau à Milan

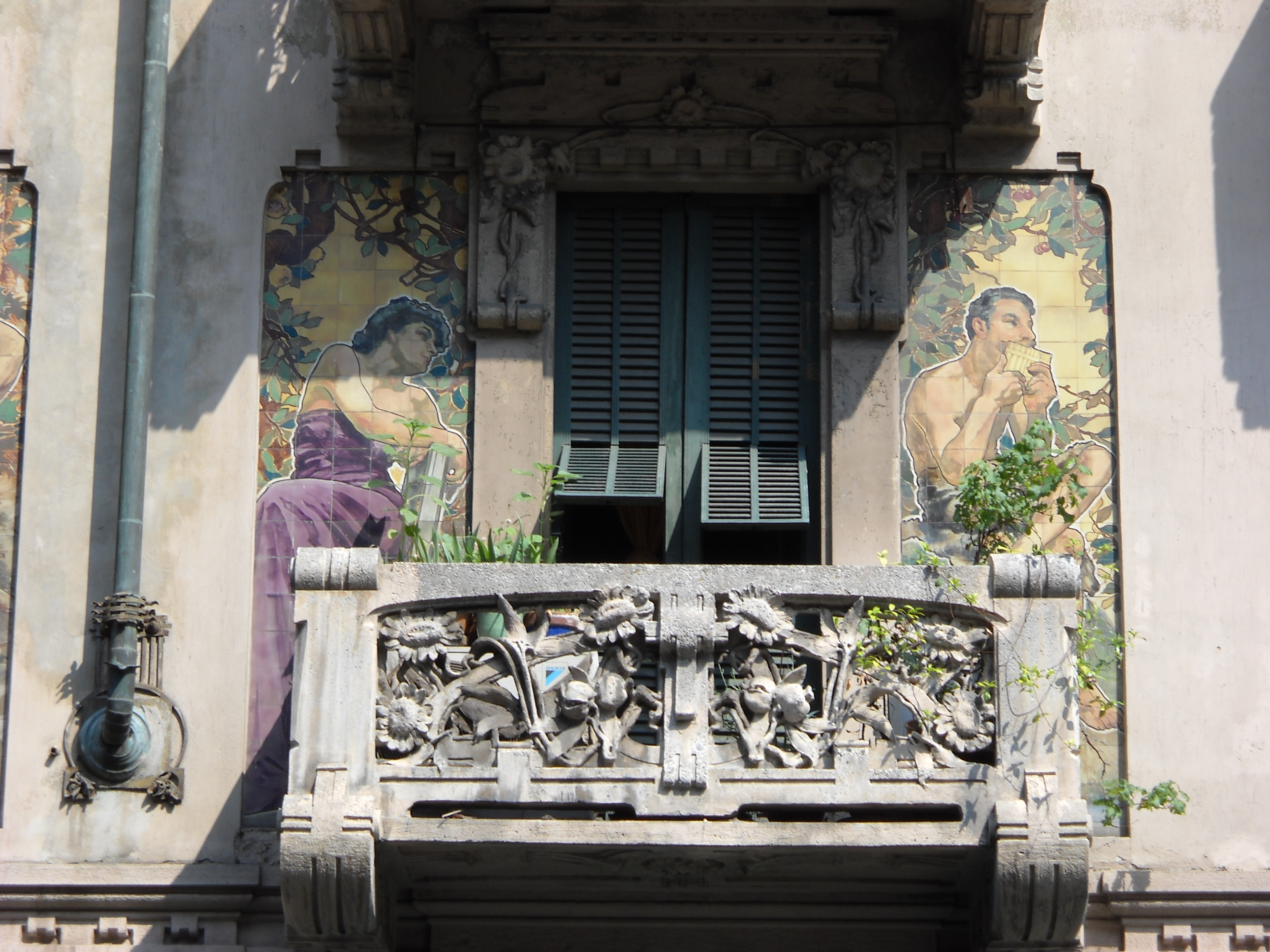
Casa Galimberti

L'art nouveau à Milan correspond à une période architecturale, au début du XXe siècle, qui a vu la réalisation, dans certains quartiers de la ville, notamment au nord-est du centre historique, dans un triangle délimité par la Piazza Loreto au nord et le Corso Indipendenza et le Corso Concordia  au sud, d'un grand nombre de constructions qui ont laissé une trace importante dans l'urbanisme de la capitale lombarde, à tel point que l'on considère que Milan est, après Palerme et Turin, la ville italienne la plus représentative du stile Liberty, le style Art nouveau en Italie.

## Style
En réalité, l'Art nouveau milanais est plus ornemental qu'architectural. La plupart des immeubles de la Belle Époque ne présentent guère d'asymétries ou de baies aux courbes folles représentatives de l'Art nouveau mais témoignent en général d'une grande rigueur dans la construction.
Le stile Liberty est aussi appelé stile floreale. Et il porte bien son nom à Milan. En effet, une des caractéristiques de l'Art nouveau milanais consiste en l'emploi omniprésent de sculptures et de moulures aux motifs floraux et végétaux. Ces décorations ornent souvent les nombreux balcons et les parties supérieures des baies vitrées. 
Une autre particularité de l'Art nouveau à Milan est l'emploi de carreaux en céramique formant d'immenses dessins sur des surfaces importantes de façades comme pour la Casa Galimberti, via Malpighi. Aux moulures et aux céramiques, on peut encore ajouter une ferronnerie de qualité où les motifs souvent floraux rivalisent de créativité.

## Architectes
Parmi les architectes les plus représentatifs de l'Art nouveau à Milan, on peut citer Giuseppe Sommaruga (1867-1917), maître d'œuvre du Palazzo Castiglioni situé Corso Venezia, 47 et Giovanni Battista Bossi (1864-1924), auteur des case Galimberti, Bossi, Guazzoni, Alessio et Centenara ainsi que de plusieurs chapelles au cimetière monumental de Milan.

## Localisation
Beaucoup de réalisations de style Art nouveau se trouvent à l'intérieur d'un triangle situé au nord-est du centre historique (Duomo). Ce triangle a pour sommet au nord la Piazza Loreto et pour base au sud le Corso Indipendenza et le Corso Concordia entre la Piazza Tricolore et la Piazzale Dateo. Les rues les plus riches en bâtiments Art nouveau sont les Via Malpighi et Via Pisacane.

## Principales réalisations Art nouveau à Milan

### Entre le Corso Buenos Aires et le Viale Abruzzi
- via Ozanam, 4, Casa Frisia, 1908
- via Plinio, 2, Hôtel Plinius
- via Plinio, 12, Casa Maltagliati, L.Ferrari Moreni, 1908
- via Plinio, 20, Casa Turba, 1910
- via Broggi, 17, Casa Tavecchio, 1905
- via Eustachi, 6, Casa Alberici, A.Ambrosini, 1911
- via Eustachi, 17, Casa Way
- corso Buenos Aires, 66, Casa Centenara, G.B.Bossi, 1905
- via Stradivari, 1 Casa Ingegnoli, 1915
- via Stradivari, 6/8/10, Casa Pellini e Ronchetti, 1913
- via Settembrini, 11, Casa Felisari, 1914
- via Settembrini, 38/40, Casa Hahn, 1903 et 1912
- via Settala, 35, Casa Ponti-Cassarini, A.Mella,1909
- via Vitruvio, 39, Casa Macchi e Lanfranconi, 1906
- via Petrella, 14, Casa Torniamenti, A.Campanini, 1899
- via Pergolesi, 16, Casa Ciapessoni, A.Speranza, 1909

### Autour de la Via Pisacane

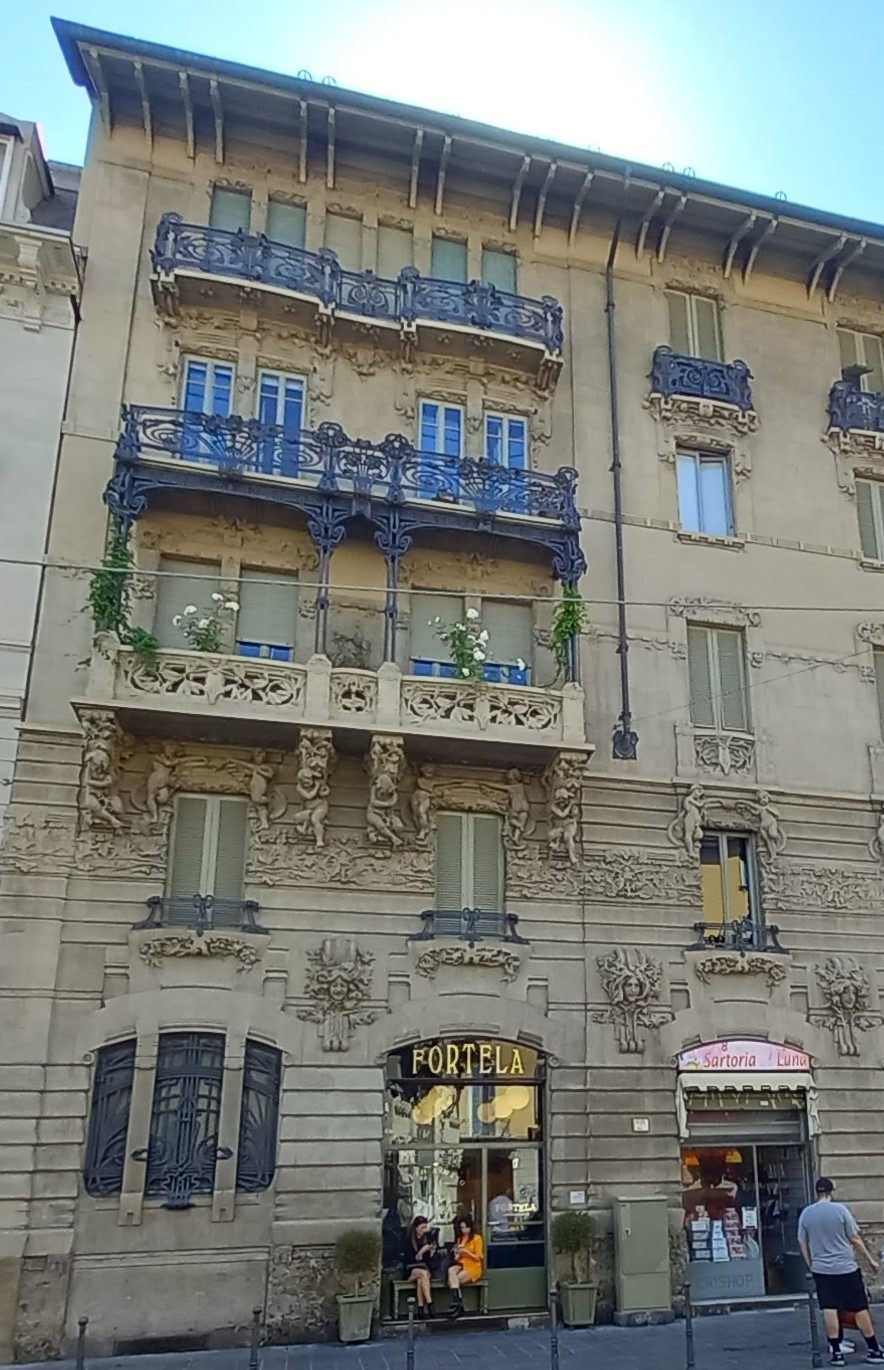
Casa Guazzoni

- via Pisacane, 12, A.Campanini, 1903
- via Pisacane, 16, A.Fermini, 1902
- via Pisacane, 18/20, Casa Cambiaghi, A.Fermini, 1902
- via Pisacane, 22, U.Stacchini, 1903
- via Pisacane, 24, U.Menni, 1903
- via Pisacane, 53/55/57
- via De Bernardi, 1, Casa Alessio, G.B.Bossi, 1904-1906
- viale Piave, 11/13, Casa Bossi, G.B.Bossi, 1904
- viale Piave, 42, Hôtel Diana, A.Manfredi, 1907
- via Menotti, 1, Casa Bessani e Maroni, 1904
- via Menotti, 4, Casa Scagliotti,Croci e Regazzoni, G.Vanni, 1912
- via Menotti, 19,  Casa Scagliotti e Croci, L.Croci, 1904
- via Castelmorrone, 8, Casa Noël Winderling, 1907
- via Castelmorrone, 19,  Casa Frisia, 1909
- via Modena, 21/23, Casa Sinigallia, 1910
- via Modena, 28, Casa Maggioni, 1909
- via Modena, 30 CasaCroci, L.Croci, 1909
- via dei Mille, 27 et 68
- via Frisi, 2, Palazzina Liberty (ex Cinéma Dumont), Tettamanzi et Mainetti
- via Malpighi, 3, Casa Galimberti, G.B.Bossi, 1902-1905
- via Malpighi, 12 et via Melzo, Casa Guazzoni, G.B.Bossi, 1904-1906

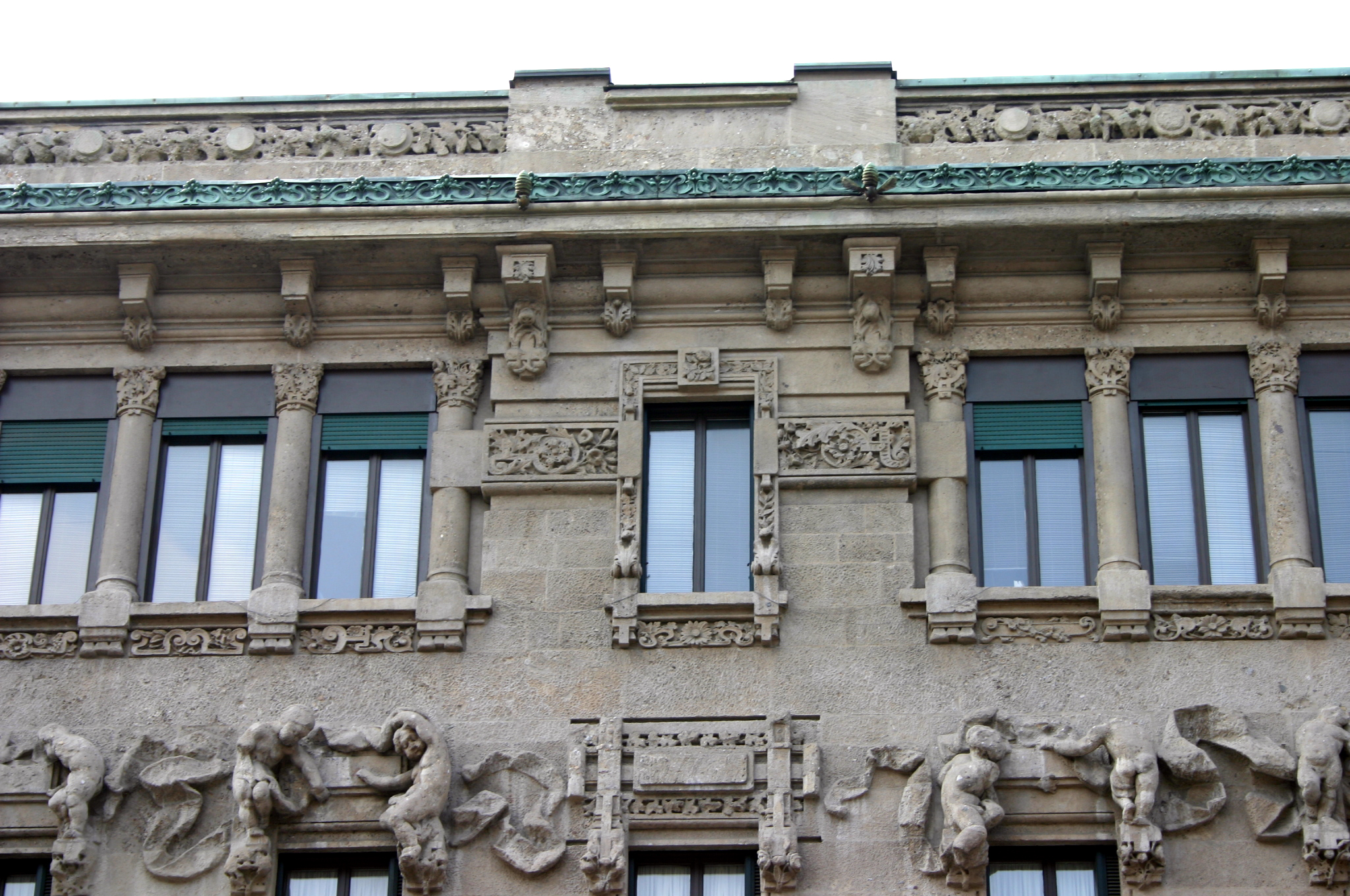
Palazzo Castiglioni

### Autour du Corso Venezia
- via Bellini, 11, Casa Campanini, V.Bellini
- via Vivaio et via Cappuccini, Palazzo Berri-Meragli, 1912
- corso Venezia, 47, Palazzo Castiglioni, G.Sommaruga, 1901-1904
- via Volfango Mozart, 21

### Quartiers ouest
- via Buonarroti, 48, Villa Romeo (Palazzo Facanoni)
- via Torquato Tasso, Casa Donzelli
- via Saffi, 9, Casa Dugnani

### Autres
- corso Vittorio Emanuele II, Magazzini Bonomi